# HC Kladno
HC Kladno – czeski klub hokejowy z siedzibą w Kladnie.

## Historia
Pierwotnie występował od sezonu 1993/94 do 2001/02, następnie od 2003/04. W 2011 roku kontrolę nad klubem przejął hokeista i wychowanek klubu Jaromír Jágr wspólnie z miastem Kladno. W sezonie 2013/2014 klub został zdegradowany do I ligi.
Dotychczasowe nazwy
- HOSK Kladno (1924−1948)
- Sokol Kladno (1948−1977)
- Poldi SONP Kladno (1977−1995)
- HC Poldi Kladno (1995−1997)
- HC Velvana Kladno (1997−2000)
- HC Vagnerplast Kladno (2000−2003)
- HC Rabat Kladno (2003−2007)
- HC GEUS OKNA Kladno (2007−2010)
- HC Vagnerplast Kladno (2010-2011)
- Rytíři Kladno (od 2011)

## Sukcesy
- Złoty medal mistrzostw Czechosłowacji (6 razy): 1959, 1975, 1976, 1977, 1978, 1980
- Puchar Europy (1 raz): 1977
- Finalista Pucharu Europy (3 razy): 1976, 1978, 1979
- Trzecie miejsce w Pucharze Europy (1 raz): 1981
- Brązowy medal mistrzostw Czech: 1994
- Mistrzostwo 1. ligi: 2003